# 마쓰오타이샤역
마쓰오타이샤역(일본어: 松尾大社駅, まつおたいしゃえき)은 일본 교토부 교토시 니시쿄구에 소재하는 한큐 전철 아라시야마 선의 역이다. 역 번호는 HK-97이다. 역명의 유래가 되던 마쓰오타이샤의 정식 읽기는 "まつのおたいしゃ"이지만, 역명은 통칭으로 "まつおたいしゃ"의 읽는 법을 채용하고 있다.

## 역사
- 1928년 11월 9일: 신케이한 철도 아라시야마 선 개통과 동시에 마쓰오 신사 앞역으로 영업 개시.
- 1930년 9월 15일: 회사 합병으로 게이한 전기철도의 역이 됨.
- 1943년 10월 1일: 회사 합병으로 게이한신 급행전철의 역이 됨.
- 1944년 1월 9일: 자재 공출로 인하여 아라시야마 선 전 노선 단선화.
- 1948년 마쓰오역으로 역명 변경.
- 1950년 3월 13일: 역 구내의 단선을 부활시키고 교환역이 됨[1].
- 1979년 11월 28일: 자동 매표기 설치.
- 2013년 12월 21일: 역 번호 도입과 동시에 역명을 마쓰오타이샤역으로 변경[2].
- 2017년 3월 25일: 가쓰라 역 방면 승강장에도 개찰구 사용 개시.

## 역 구조
상대식 승강장 2면 2선의 구조이고 교환 설비를 갖춘 지상역이다. 마쓰오바시, 마쓰오 대회사 앞 사거리 동남쪽 모퉁이에 위치한다.
과거, 역사(개찰구)는 아라시야마 방향 아라시야마 행 승강장에 밖에 없었지만, 배리어 프리화로 인하여 2017년 3월 25일부터 반대 방향의 가쓰라 방면 승강장에도 새롭게 개찰구가 설치되었다. 양측의 승강장은 지하도를 통해서 오갈 수 있다.

### 승강장
| 승강장        | 노선            | 방향 | 행선                                        |
| ------------- | --------------- | ---- | ------------------------------------------- |
| 마쓰오바시 쪽 | ■ 아라시야마 선 | 하행 | 가쓰라・교토・오사카・고베・다카라즈카 방면 |
| 산쪽          | ■ 아라시야마 선 | 상행 | 아라시야마 행                               |

※ 승강장 번호는 설정되지 않았다.

## 역 주변
교토 부도 29호 우타노아라시야마야마다 선의 현도(옛 길) 부분이 시조도리와의 교차점(마쓰다이사 교차점)의 바로 근처에 위치한다. 역의 동쪽은 가쓰라 강이 흐르고 있어 그것을 넘는 곳에 마쓰오바시가 놓여 있다. 마쓰오타이샤 사거리에서 서쪽으로 향하면 마쓰오타이사에 이른다. 그 남쪽에는 쓰키요미 신사가 위치한다.
- 우메미야타이샤
- 사이호지 - 세계 유산
- 게곤지
- 아라시야마히가시 공원
- 교토 우메쓰토쿠마루 우체국
- 교토 은행 마쓰오 지점
- 교토 조선 제2초등학교

## 인접역
| 한큐 전철 ■ 센리 선          | 한큐 전철 ■ 센리 선 | 한큐 전철 ■ 센리 선              |
| ---------------------------- | ------------------- | -------------------------------- |
| HK-96 가미카쓰라 가쓰라 방면 |                     | 아라시야마 HK-98 아라시야마 방면 |